# Giorgio Gaber
Giorgio Gaberscik, conhecido como Giorgio Gaber (Milão, 25 de janeiro de  1939 — Montemagno di Camaiore, 1 de janeiro de 2003), foi um cantor e compositor italiano.

## Biografia
Filho de um triestino de origem eslovena (Gaberščik) e de mãe vêneta, Gaber era afetuosamente chamado de "Senhor G" pelos seus fãs. Foi o intérprete do primeiro rock em italiano (no ano de 1958, Ciao ti dirò).
Em sua carreira, Gaber transitou com bastante desenvoltura e ousadia desde a fama nacional em uma então jovem televisão italiana até os espetáculos concebidos para públicos mais restritos, o que torna qualquer definição deste personagem demasiadamente estreita para abarcá-lo.
De toda forma, são muito marcantes e apreciadas as suas performances como autor e ator teatral; juntamente com Sandro Luporini, Gaber foi criador do gênero conhecido como teatro canção.

## O início no "Santa Tecla"
Gaber iniciou sua carreira quase por acaso, pois foi aconselhado a praticar um instrumento musical para realizar sua reeducação motora, procurando tratar os efeitos de uma paralisia. Portanto, começou a freqüentar o Santa Tecla, um local em Milão onde teve a oportunidade de conhecer os cantores e músicos mais famosos de sua época, entre os quais Luigi Tenco, Gianfranco Reverberi, Adriano Celentano e Mogol, que lhe ofereceu um contrato para a gravadora Ricordi. Posteriormente, tocou com os conjuntos de rock Rocky Mountain e Rolling Crew.
Gaber registrou em nome do mesmo Luigi Tenco a canção Ciao ti dirò, já que Tenco não estava inscrito na sociedade italiana de autores musicais; ambos compuseram outras canções juntos. Em 1958 participaram, juntamente com Celentano, de uma tournée na Alemanha.
Em 1965, casou-se com Ombretta Colli, então cantora.
Participou de quatro edições do Festival de Sanremo (1961 "Benzina e cerini"; 1964 "Così felice"; 1966 "Mai, mai, mai Valentina"; 1967 "... E allora dai!")

## O Senhor G
Em 1969 lançou um de seus sucessos mais conhecidos, "Com'è bella la città", exemplo da inserção de temáticas sociais (aliás, ainda atuais) na canção. No ano seguinte, no Piccolo teatro di Milano, apresentou-se com a primeira edição de "Il Signor G", um recital que o levaria a diversas cidades italianas nas várias edições que seguiram.
Este foi o momento da virada em sua carreira, renunciando ao enorme sucesso televisivo que tinha alcançado para iniciar seu percurso teatral, levando a "''canção ao teatro''".
Em 1974 recebeu o Prêmio Tenco, e em 2001 recebeu também a Placa Tenco pela canção La razza in estinzione e em 2003 pelo álbum Io non mi sento italiano.
Já doente há anos, morreu no dia de ano novo de 2003 em sua casa de campo na Toscana.
Um agudo observador dos costumes, nunca banal e sempre original, com uma visão particularmente voltada para temas sociais, Gaber foi sempre capaz de combinar a sua música com uma alta dose de ironia. Foi também  objeto de reiteradas (porém vãs) tentativas de enquadramento político.

## Discografia teatral (obras lançadas na Itália)
- "Il signor G" (1970)
- "I borghesi" (1971)
- "Dialogo tra un impegnato e un non so" (1972)
- "Gaber al piccolo" (1972)
- "Far finta di essere sani" (1973)
- "Anche per oggi non si vola" (1974)
- "Libertà obbligatoria" (1976)
- "Polli di allevamento" (1978)
- "Pressione bassa" (1980)
- "Io se fossi Dio" (1980)
- "Anni affollati" (1981)
- "Il teatro di Giorgio Gaber" (1982)
- "Gaber" (1984)
- "Io se fossi Gaber" (1985)
- "Piccoli spostamenti del cuore" (1987)
- "Parlami d'amore Mariù" (1987)
- "Il Grigio" (1989)
- "Il teatro canzone" (1992)
- "Ma per fortuna che c'e`... Giorgio Gaber" (1994)
- "Io come persona" (1994)
- "E pensare che c'era il pensiero" (1995)
- "Gaber 96/97" (1997)
- "Un'idiozia conquistata a fatica" (1998)
- "Un'idiozia conquistata a fatica" (1999)
- "Gaber 1999/2000" (2000)
- "La mia generazione ha perso" (2001)
- "Io non mi sento italiano" (2003)

Também existe uma vasta discografia de LPs de 33 e 45 rotações com suas gravações de música popular prévias ao período do teatro-canção.